# 龙马精神
《龙马精神》（英語：Ride On）是一部2023年中国大陆動作喜劇片，由杨子担任导演及编剧，成龙、刘浩存、郭麒麟领衔主演，並邀請吳京特別出演成龍的徒弟一角。
原定于2022年12月31日在中国大陆首映，后改档于2023年4月7日上映。台灣定檔於2023年5月12日上映。

## 剧情
講述落魄的龍虎武師與愛馬赤兔的感人故事。

## 演員
| 演員   | 角色       | 備註                                                   |
| 成龙   | 老罗       | 落魄的龍虎武師，与爱马赤兔相依为命                     |
| 刘浩存 | 小宝       | 老罗女儿                                               |
| 郭麒麟 | 乃华       | 律师，小宝男友                                         |
| 吴京   | 元威       | 老罗徒弟                                               |
| 余皑磊 | 蝦毛       | 櫻子的丈夫                                             |
| 容祖儿 | 樱子       | 女龍虎武師，老罗徒弟                                   |
| 于荣光 | 何欣       | 集團總裁，與老羅的前公司有債務糾紛，欲爭取赤兔的所有權 |
| 安志杰 | 大米哥     | 討債集團的打手，有武術天份                             |
| 小沈阳 | 李岩       | 大財團的委託律師                                       |
| 郎月婷 | 小寶的媽媽 | 老羅的妻子，很早就跟老羅離婚，帶著小寶一起生活         |
| 释彦能 | 大偉       | 老羅的好兄弟，同樣身為片場武行                         |
| 赤兔   | 赤兔       | 老羅的愛馬，老羅一心想將赤兔培養成龍虎武師             |
| 唐季禮 | 導演       | 友情客串                                               |
| 賈冰   | 片場監製   | 友情客串                                               |
| 潘斌龍 |            | 友情客串                                               |
| 吕良偉 |            | 友情客串                                               |
| 李治廷 |            | 友情客串                                               |
| 印小天 |            | 友情客串                                               |
| 謝鴻鑫 |            | 友情客串                                               |

## 制作
- 2021年9月14日，本片在横店影视城开机，并宣布了成龙、刘浩存、郭麒麟三位领衔主演。[7][8]
- 2021年11月10日，本片在江阴海澜飞马水城杀青。[9][10]
- 成龙在本片中亲自上马，为拍好这部戏，在有脚伤的情况下忍痛打了不少封闭针。[11]

## 发行
- 2022年1月26日，本片发布定档预告，定于同年年底12月31日上映（后改档）。[2]
- 2022年11月11日，本片亮相第31届金鸡百花电影节，发布全阵容角色剧照。[12][5]
- 2023年1月31日，本片发布定档预告，宣布同年4月7日上映。[3]
- 本片另于2023年4月13日在马来西亚上映。[13]

## 票房
中国大陆获得票房2.1亿人民币。
在马来西亚，2023年4月17日，开画4天票房冲破200万令吉，成为一周票房冠军。4月24日，电影开画11天票房冲破540万令吉。
| 上一届： 《鈴芽之旅》 | 2023年中國內地一週票房冠軍 第15週 | 下一届： 《THE FIRST SLAM DUNK》 |

## 獎項
| 年份 | 頒獎典禮               | 獎項       | 入圍者 | 結果 |
| ---- | ---------------------- | ---------- | ------ | ---- |
| 2023 | 第十五屆澳門國際電影節 | 最佳編劇   | 楊子   | 提名 |
| 2023 | 第十五屆澳門國際電影節 | 最佳男主角 | 成龍   | 提名 |
| 2023 | 第十五屆澳門國際電影節 | 最佳新人   | 劉浩存 | 提名 |
| 2023 | 第十五屆澳門國際電影節 | 最佳新人   | 郭麒麟 | 提名 |

## 外部連結
- 互联网电影数据库（IMDb）上《龍馬精神》的资料（英文）
- 香港影庫上《龍馬精神》的資料（繁體中文）
- 豆瓣电影上《龙马精神》的資料 （简体中文）